# Moritz Jellinek (Ökonom)
Moritz Jellinek (* 1823 in Uherský Brod; † 13. Juni 1883 in Budapest) war ein österreichisch-ungarischer Ökonom und der Begründer des Straßenbahnnetzes in Budapest.

## Leben und Wirken
Moritz Jellinek war ein jüngerer Bruder des  Talmudgelehrten und Wiener Oberrabbiners Adolf Jellinek und Bruder des Hermann Jellinek, der als einer der Rädelsführer der Wiener Revolution von 1848 hingerichtet wurde. Er studierte Nationalökonomie in  Wien und Leipzig, wo er vom Gedankengut seines Bruders Hermann stark beeinflusst wurde, sodass er wie dieser aktiven Anteil an der Revolution in Wien nahm, indem er liberale Zeitschriften in Krems und Brünn herausgab und mit Wiener Revolutionären in Verbindung stand.
Nach dem Niederschlagen der Aufstände verließ er Österreich und ging nach Pest, wo er einen Getreidegroßhandel aufzog. Es gelang ihm schnell, sich in die neue Umgebung der ungarischen Gesellschaft zu integrieren, da er die wirtschaftliche Funktion der Juden in der Wirtschaft seiner neuen Heimat als die Erfüllung patriotischer Pflichten gegenüber der ungarischen Heimat betrachtete. Obgleich er wie die meisten seiner Zeitgenossen den Kleinst- und Kleinhandel verachtete, stellte er die Rolle aller Juden als nutzbringend und produktiv in der Gesamtwirtschaft dar. Der aus einem winzigen mährischen Dorf Stammende wurde Präsident der Getreidebörse sowie der Maisbörse Ungarns und organisierte an der Aktienbörse ein wirkungsvolles Börsengericht. Die Ungarische Akademie der Wissenschaften veröffentlichte in ihren Jahresberichten eine Reihe von vielbeachteten Aufsätzen Jellineks über das Zustandekommen und die Auswirkungen der Getreidepreise sowie Arbeiten zur statistischen Organisation Ungarns, und in einer Zeitschrift „Hon“ erschienen seine Artikel über eine speziell erforderliche „Ungarisierung“ der Wirtschaft. Durch die praktischen Auswirkungen all dieser Tätigkeiten spielte er also eine signifikante Rolle in der Modernisierung der Wirtschaft Ungarns im 19. Jahrhundert.
Dazu trug nicht zuletzt auch bei, dass Moritz Jellinek 1864 in Buda (deutsch: Ofen) eine Straßenbahnbetriebsgesellschaft, BKVT, gründete, deren erste Pferdetramway 1866 ihren Betrieb aufnahm. Als 1873 die beiden Städte Buda und Pest zu einem einzigen „Budapest“ vereint wurden, konnte er diese Gesellschaft mit der Pester PKVT fusionieren, die bis dahin auf dem anderen Donauufer völlig getrennt hatte operieren müssen. Bis zu seinem Tod blieb Jellinek Generaldirektor der erfolgreichen Budapester Straßenbahnen.
Sein 1853 geborener Sohn Heinrich folgte seinem Vater in dieser Position des Generaldirektors nach. Schon vor Eintritt in den Betrieb hatte er in europäischen Großstädten das Verkehrssystem studiert und verbesserte sodann das Budapester System, stellte ab 1887 die Pferdestraßenbahn auf elektrischen Antrieb um und erweiterte das Netz bis in Budapester Vororte durch die Linien nach Szentendre und Haraszti. Den Namen des letzteren Ortes wählte er als Prädikat, als er von Franz Joseph I. in den ungarischen Adelsstand erhoben wurde. Als Heinrich Jellinek de Haraszti war er überdies Präsident der Budapester Handelskammer, aber auch des philanthropischen Arbeiter-Wohlfahrts- und Krankenfonds.